# Oki Electric Industry
Oki Electric Industry Co., Ltd. (沖電気工業株式会社) eller OKI er en japansk elektronikvirksomhed med hovedkvarter i Minato, Tokyo og internationalt tilstede i over 120 lande.
OKI producerede den først japansk fremstillede telefon i 1881 og er nu specialiseret i telekommunikationsudstyr, pengeautomater (ATMs) og printere.